# Якоб Рінне
Якоб Карл Андерс Рінне (швед. Jacob Karl Anders Rinne, нар. 20 червня 1993, Шевде, Швеція) — шведський футболіст, воротар данського клубу «Ольборг».

## Клубна кар'єра
Якоб Рінне народився у місті Шевде і його першим клубом став місцевий клуб «Лаксе ІФ». У 2010 році воротар перейшов до складу «Форварда» з міста Еребру, що виступав у Другому дивізіоні. За три роки Якоба запросив до себе інший клуб з міста Еребру — «Еребру», який грав у Аллсвенскан. Але перший рік Рінне залишався у «Форварді» на правах оренди. Дебют Якоба у новому клубі відбувся 30 березня 2014 року.
У 2016 році Рінне підписав контракт з бельгійським клубом «Гент». Але в Бельгії воротар відіграв лише один рік. З 2017 року Якоб Рінне захищає ворота данського «Ольборга».

## Збірна
Влітку 2015 року у складі молодіжної збірної Швеції Якоб Рінне тріумфував на молодіжному чемпіонаті Європи. Хоча сам Рінне на тому турнірі запасним голкіпером.
10 січня 2016 року у товариському матчі проти Фінляндії Якоб Рінне зіграв перший матч у складі національної збірної Швеції.

## Особисте життя
З раннього дитинства Якоб Рінне є шанувальником столичного клубу «Юргорден».

## Досягнення
Швеція (U-21)
 Чемпіон Європи (U-21): 2015